# Marie Takvam
Marie Takvam (née le 6 décembre 1926 à Skylstad, un quartier de la commune d'Ørsta, dans le comté de Møre og Romsdal, en Norvège et morte le 28 janvier 2008 à Lier, dans le Buskerud) est une romancière, poète, dramaturge, écrivain pour enfant et actrice norvégienne.

## Biographie
Les débuts en littérature de Marie Takvam se font sous la forme de poésie lyrique avec Dåp under sju stjerner (1952). Falle og reise seg att est publié en 1980. En 1983, elle reçoit le prix Dobloug de l'académie suédoise (Doblougska priset).

## Œuvres
- Dåp under sju stjerner, 1952
- Syngjande kjelder, 1954
- Merke etter liv, 1962
- Mosaikk i lys, 1965
- Brød og tran, 1969
- Auger, hender, 1975
- Dansaren, 1975
- Falle og reise seg att, 1980
- Brevet frå Alexandra, 1981
- Aldrande drabantby, 1987
- Rognebær, 1990
- Dikt i samling, 1997
- La Rivière est un rai d'argent, (éditions bilingue français / néo-norvégien, traduction Eva Sauvegrain et Pierre Grouix) Rafael de Surtis, 2011.

## Filmographie
- 1977 : Åpenbaringen
- 1977 : Det tause flertall
- 1978 : Hvem har bestemt?
- 1981 : Løperjenten